# Čitluk (Sinj)
Čitluk je naselje na sjevernom dijelu općine Sinj, između rijeke Cetine te okolnih sinjskih naselja Hrvaca, Karakašice, Jasenskog i Glavica. Naselje se od korita rijeke Cetine uz sam rub Hrvatačkog polja polako u dužinu pruža prema Jasenskom penjući se na brežuljke i ispunjavajući udoline među njima. Selo ima tipična obilježja Zagore i Cetinske krajine te bogatu, ali i slabo istraženu povijest.

## Stanovništvo
U 1869., 1921. i 1931. podaci su sadržani u naselju Karakašica, kao i dio podataka u 1857. i od 1880. do 1900.
| broj stanovnika | 108   |       | 99    | 136   | 243   | 371   |       |       | 500   | 516   | 581   | 611   | 616   | 514   | 552   | 488   | 462   |
|                 | 1857. | 1869. | 1880. | 1890. | 1900. | 1910. | 1921. | 1931. | 1948. | 1953. | 1961. | 1971. | 1981. | 1991. | 2001. | 2011. | 2021. |

## Povijest
U današnjem selu Čitluku nalazio se rimski grad Colonia Claudia Aequum, kojega je vjerojatno osnovao car August kao oppidum civium Romanorum (naselje građana Rimskog Carstva. Među raznim pronađenim spomenicima tu su kip Hekate (Dijane) i Heraklova glava, koji se čuvaju u arheološkoj zbirci franjevačkoga samostana u Sinju. U tome se gradu rodio rimski vojskovođa Sekst Minucije Faustin, koji je ugušio ustanak Židova i 135. godine razorio Jeruzalem.
U NOB-u tijekom Drugog svjetskog rata sudjelovala su 72 stanovnika.

## Kultura
Crkva za Čitluk-Jasensko posvećena je sv. Franji Asiškom. Filijala je župe Gospe Sinjske.